# Marnix van Gavere
Marnix Van Gavere (pseudoniem van Fernand Pauwels) (Deinze, 31 december 1897 – Deinze, 27 januari 1974) was een Vlaamse dichter.

## Leven
Van Gavere studeerde tijdens de Eerste Wereldoorlog Germaanse talen en kunstgeschiedenis aan de vernederlandse Rijksuniversiteit van Gent. Toen hij later om die reden niet mocht voortstuderen, werd hij bedrijfsleider in de handel. Onder zijn echte naam werkte hij mee aan de tijdschriften Ruimte en Ter Waarheid.
In Pan gebruikte Van Gavere voor het eerst zijn pseudoniem. In 1930 gaf hij zijn eerste gedichtenbundel uit, genaamd Gedichten. Van Gavere bleef schrijven, maar gaf enkel op verzoek van vrienden als René Verbeeck en Karel Jonckheere later nog zes bundels uit. Hij werkte aan een studie over zijn schoonbroer Joris van Severen die hij beschouwde als 'een schoon mens met diepreligieuze natuur die imponeerde door zijn waarde' en zeker geen fascist is geweest.

## Dichtbundels
Van Gavere schreef zeven dichtbundels.
- Gedichten, 1930
- Oude en Nieuwe gedichten, 1939
- Het Eeuwige Rijk, 1942
- 30 sonetten, 1963
- Droomwater, 1964
- In Memoriam Strofen, 1967
- Het Wonderlijk Herbeleven, 1969

Vele van zijn gedichten werden vertaald in het Frans, Duits, Roemeens en Spaans.

## Biografieën
- K. ter Laan, Letterkundig woordenboek voor Noord en Zuid 1941
- G.J. van Bork, Schrijvers en dichters (DBNL biografieënproject I) 2003

- Digitale Bibliotheek voor de Nederlandse Letteren: gave001
- International Standard Name Identifier: 0000 0003 8921 2239
- Nederlandse Thesaurus van Auteursnamen: 070740453
- Virtual International Authority File: 282589016
- WorldCat: E39PBJqKc7Jx3TgrPDVFTt8cT3